# Sigmund Philipp
Sigmund Philipp, auch als Siegmund Philipp geführt, (* 13. Januar 1860 in Elek, Kaiserthum Österreich; † 6. Juni 1929 in Wien) war ein Österreich-ungarischer Filmkaufmann, Filmverleiher und Filmproduzent beim Stummfilm. Er galt in seiner Heimat als “Pionier des Films”.

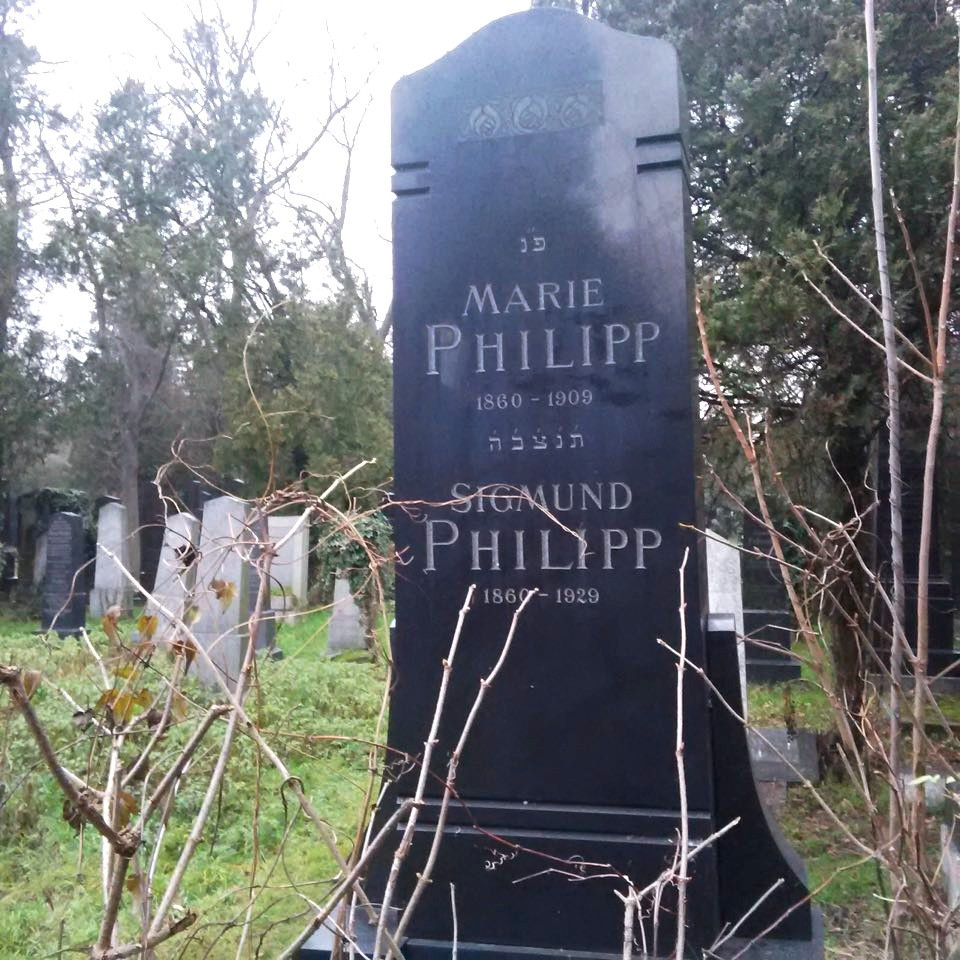
Grabstelle Familie Philipp auf dem Wiener Zentralfriedhof.

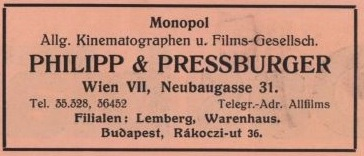
Firmenanzeige Monopol Allg. Kinematographen u. Films-Gesellsch. Philipp & Pressburger

## Leben
Philipp begann seine berufliche Laufbahn in väterlicher Tradition als Kaufmann und betätigte sich zu Beginn des 20. Jahrhunderts im Filmverleih. Gemeinsam mit dem eine Generation jüngeren Arnold Pressburger, einem nahen Verwandten, mit dem er bereits zuvor bei der Rády Maller Kinematographen und Films Gesellschaft m.b.H. im ersten Wiener Stadtbezirk angestellt gewesen war, gründete Philipp am 1. Jänner 1912 den Filmverleih Philipp & Pressburger Allgemeine Kinematographen- und Film-Gesellschaft. Der Verleih entwickelte sich, vor allem mit deutschen Henny-Porten-Inszenierungen, rasch zum größten der k.u.k.-Monarchie.
1913 bzw. 1915 stellte die Gesellschaft vereinzelt auch Filme her, darunter der eigenwillige Schwank König Menelaus im Kino, Joe Mays Lustspielgroteske Charly, der Wunderaffe und Hans Otto Löwensteins Der Glücksschneider, ebenfalls eine Komödie. Nach dem Ersten Weltkrieg gründete Sigmund Philipp 1919 den Österreichischen Filmklub und war auch an der Gründung der Standesorganisation Bund der österreichischen Filmindustriellen beteiligt. Nachdem seine und Pressburgers Firma 1918 von der allmächtigen Sascha-Film übernommen worden war, rückte Sigmund Philipp in dieser Produktionsfirma zum Vizepräsidenten auf. Nach seinem Ausscheiden aus der Sascha gründete Philipp zusammen mit seinen beiden jüngsten Söhnen Georg und Karl eine eigene Verleihfirma, die Philipp & Co. OHG, die sich auf den Vertrieb von Hollywood-Produktionen konzentrierte. Zuletzt körperlich hinfällig, verstarb Siegmund Philipp im Alter von 69 Jahren im Sanatorium Fürth.
Der seit 1885 verheiratete Philipp hatte über seine beiden oben genannten Söhne hinaus noch eine Tochter namens Friederike und mit Rudolph einen weiteren Sohn.

## Filmografie
- 1913: König Menelaus im Kino
- 1915: Charly, der Wunderaffe
- 1915: Der Narr des Schicksals
- 1915: Der Glücksschneider
- 1920: Der Herzog von Reichstadt